# Långtjärnen (Tärna socken, Lappland, 730548-144927)
Långtjärnen är en sjö i Storumans kommun i Lappland och ingår i Umeälvens huvudavrinningsområde. Sjön har en area på 0,0829 kvadratkilometer och ligger 471,7 meter över havet.

## Delavrinningsområde
Långtjärnen ingår i det delavrinningsområde (730536-144936) som SMHI kallar för Mynnar i Tängvattnet. Medelhöjden är 682 meter över havet och ytan är 24,16 kvadratkilometer. Det finns inga avrinningsområden uppströms utan avrinningsområdet är högsta punkten. Tängvattsbäcken som avvattnar avrinningsområdet har biflödesordning 3, vilket innebär att vattnet flödar genom totalt 3 vattendrag innan det når havet efter 414 kilometer. Avrinningsområdet består mestadels av skog (56 procent) och kalfjäll (37 procent). Avrinningsområdet har 0,09 kvadratkilometer vattenytor vilket ger det en sjöprocent på 0,4 procent.